# レバノン (ニューハンプシャー州)
レバノン （英: Lebanon、地元では [ˈlɛbənən]）は、アメリカ合衆国ニューハンプシャー州グラフトン郡の都市。人口は1万4282人（2020年）。ニューハンプシャー州の西部、ダートマス大学のあるハノーバー町の南にあり、コネチカット川が近い。市内にはダートマス・ヒッチコック医療センターとダートマス大学医学校があり、両者を合わせて、ボストンからバーモント州バーリントンの間では最大の医療施設になっている。
バーモント州のホワイトリバー・ジャンクションと共にレバノン都市圏の中心である。

## 歴史
1761年7月4日、ニューハンプシャー植民地総督ベニング・ウェントワースが、レバノンの他コネチカット川沿いの16の町と共に認証した。1770年に町に入植し、ダートマス大学を創設したエリエザー・ウィーロックを初め、初期開拓者の中にはコネチカット州のレバノン町から来た者、あるいはこれから来る者が多かったので、この町もレバノンと名付けられた。コネチカット州のレバノン町には、ダートマス大学の前身であるムーアズ・インディアン・チャリティ・スクールの最初のものがあった。
初期開拓者はコネチカット川沿いの、現在ウェストレバノンとなっている所と、マスコマ湖のエンフィールド近くの地域に集中した。19世紀半ば、マスコマ川の滝がある所に工業地区が発展した。製造業としては、繁栄した時代が異なるものの、家具製造、皮なめし、機械製造、毛織物、衣類製造などがあった。この地区はカナダのケベック州から多くのフランス系労働者を惹きつけた。工業地区が町の中心となったが、ウェストレバノンはボストンからの鉄道が開通した後はその中心となって、別の性格を持つ町になった。ウェストレバノンをレバノンと誤って認識したことが原因となって2編成の列車が衝突した後、ウェストレバノンはウェストボロと改名された。
工場地区は鉄道と同様に1950年代から1960年代に衰退していった。町では2度の大火があった。1964年に起きた2度目の大火によって、昔の工場地区の大半が破壊された。その再建は議論の多かった都市再開発プロジェクトとなり、ザ・モールと呼ばれる閉じた地区が、破壊されたハノーバー通り地域に置き換わった。レバノンは1958年に市として再度法人化されたが、これは経済的な衰退に抵抗するためと、独立した町と宣言したウェストレバノンの動きに対抗する意味もあった。
レバノンと近くのホワイトリバー・ジャンクションを通って州間高速道路89号線と同91号線が開通し、ダートマス大学が成長したこともあって、地域の経済再活性化に繋がった。元の工場町は、教育、医療、ハイテク産業と小売業に基づく混合経済の町になっている。ウェストレバノンのビレッジの南には、大きなショッピング地区がニューハンプシャー州道12号線Aと州間高速道路89号線の交差点に出現した。長距離のハイキング道、市営のスキー場、水泳プールおよび幾つかのスポーツ施設などレクリエーション施設の改善も進めている。
1991年、ダートマス・ヒッチコック医療センターとダートマス大学医学校の大半の部門がハノーバーから町境の南側、レバノン市内の新しいキャンパスに移って来た。医療とハイテク関連の多くの会社がこの医療センターキャンパス近くに施設を設立した。地図データベースの世界的開発者であるテレ・アトラスが北アメリカ本社を市内に置いている。ソフトウェアのノベルやマイクロソフトもここに主要施設を持っており、薬品のメルク・アンド・カンパニーはレバノンを本拠にしていたバイオテクノロジーの会社グライコフィを買収した結果として、レバノンに拠点を持っている。

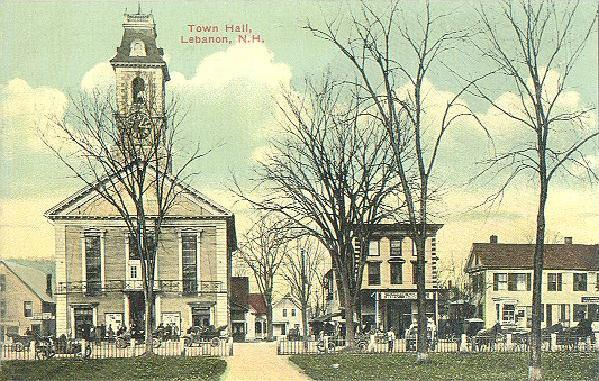
旧町役場、1918年
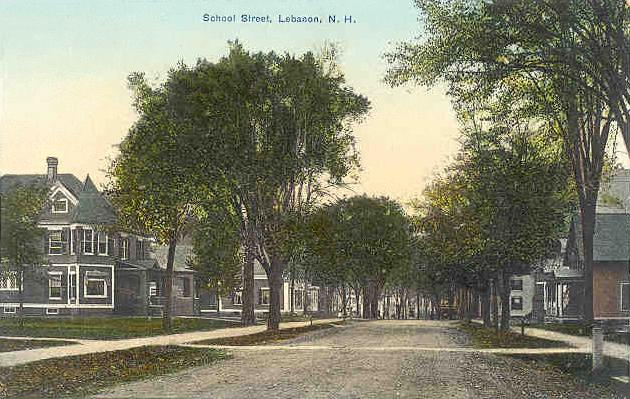
スクール通り、1910年頃
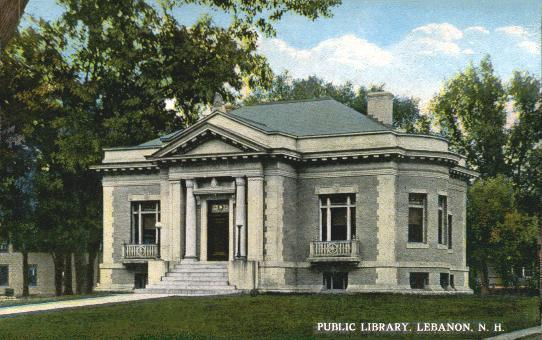
公共図書館、1910年頃
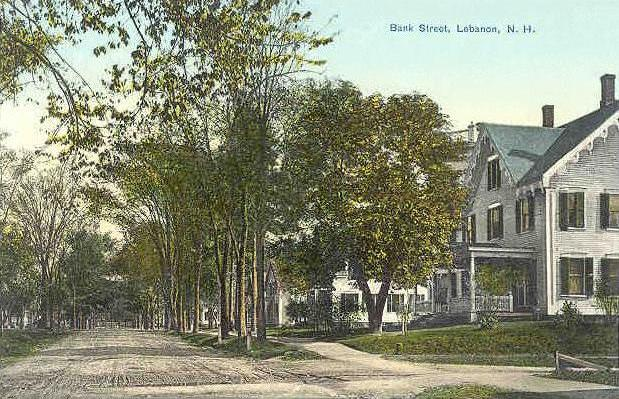
バンク通り、1910年頃

## 地理
レバノン市は北緯43度38分38秒 西経72度15分19秒 / 北緯43.64389度 西経72.25528度 (43.643897, -72.255242)に位置している。
アメリカ合衆国国勢調査局に拠れば、市域全面積は41.4平方マイル (107 km2)であり、このうち陸地40.4平方マイル (105 km2)、水域は1.0平方マイル (2.6 km2)で水域率は2.39%である。市の西部境界はコネチカット川であり、バーモント州との州境でもある。ウェストレバノンのビレッジが市の西部を占めている。レバノン中心街はその3マイル (5 km) 東にあり、コネチカット川の支流であるマスコマ川に沿っている。市域はコネチカット川の流域に全て入っている。ムース山の南端が市の北東部にある。市内最高地点は標高1,657フィート (505 m) のシェイカー山であり、市の東境界上にある。

## 人口動態

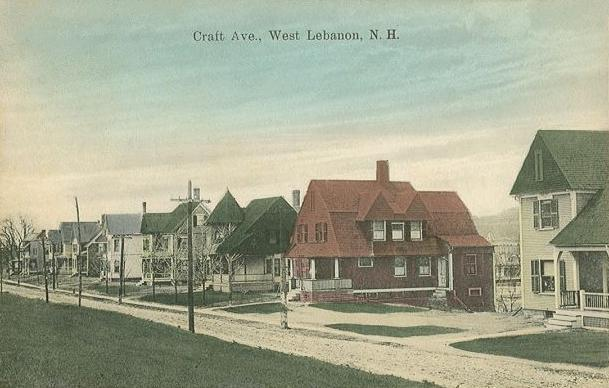
クラフツ・アベニュー（1912年）

以下は2000年国勢調査による人口統計データである。
| 基礎データ - 人口: 12,568 人 - 世帯数: 5,500 世帯 - 家族数: 3,178 家族 - 人口密度: 120.2人/km2（311.4 人/mi2） - 住居数: 5,707 軒 - 住居密度: 54.6軒/km2（141.4 軒/mi2） 人種別人口構成 - 白人: 94.37% - アフリカン・アメリカン: 0.83% - ネイティブ・アメリカン: 0.43% - アジア人: 2.67% - 太平洋諸島系: 0.03% - その他の人種: 0.41% - 混血: 1.26% - ヒスパニック・ラテン系: 1.64% 年齢別人口構成 - 18歳未満: 22.6% - 18-24歳: 8.0% - 25-44歳: 32.4% - 45-64歳: 22.7% - 65歳以上: 14.3% - 年齢の中央値: 37歳 - 性比（女性100人あたり男性の人口） - 総人口: 89.5 - 18歳以上: 86.8 | 世帯と家族（対世帯数） - 18歳未満の子供がいる: 28.3% - 結婚・同居している夫婦: 45.6% - 未婚・離婚・死別女性が世帯主: 9.4% - 非家族世帯: 42.2% - 単身世帯: 33.7% - 65歳以上の老人1人暮らし: 10.5% - 平均構成人数 - 世帯: 2.23人 - 家族: 2.87人 収入と家計 - 収入の中央値 - 世帯: 42,185米ドル - 家族: 52,133米ドル - 性別 - 男性: 32,693米ドル - 女性: 27,086米ドル - 人口1人あたり収入: 25,133米ドル - 貧困線以下 - 対人口: 8.8% - 対家族数: 6.3% - 18歳未満: 13.8% - 65歳以上: 8.1% |

## 教育
レバノン市には独自の小学校、中学校、および高校がある。隣接する町（グランサム、プレインフィールド）の生徒もレバノンの学校に通っている。2010年10月15日、古くなった中学校施設と過密になった小学校施設に代えるために新しい中学校建設に着手した。
中心街の歩道モールにレバノン・カレッジがある。これは2年制、准学士を提供し、資格取得コースもあるコミュニティ・カレッジである。中心街にはアライアンス・フォー・ビジュアル・アーツもあり、「エネルギーと環境デザイン・リーダーシップ」が認証する芸術と工芸の授業を行っている。元は工場だった建物を使い、1階にはギャラリーがある。

## 交通
市内を州間高速道路89号線が通り、コネチカット川の対岸、ホワイトリバー・ジャンクションで州間高速道路91号線と交差している。89号線を58マイル (93 km) 行けば州都コンコード市であり、北西に60マイル (97 km) 行けばバーモント州の州都モントピリアである。アメリカ国道4号線がレバノンとウェストレバノンの中心を東西に抜けており、東のエンフィールドからコンコード、西のバーモント州ラトランドに通じる。ニューハンプシャー州道10号線は州間高速道路89号線に沿って南に下り、分岐してニューポートに向かう。北はウェストレバノンからハノーバーに入り、コネチカット川に沿って北に向かう。州道120号線は中心街を南北に抜け北はハノーバー、南はクレアモント市に向かう。州道12号線Aは、ウェストレバノンに始まり、コネチカット川に沿って南下してクレアモントに至る。市の東境界近くで、州道4号線Aが国道4号線と別れ南東のウィルモットと州の中央部に向かう。
レバノン空港はウェストレバノンに隣接し、ボストンやニューヨーク市にはケープエアが旅客便を運航している。アドバンス・トランジットが、レバノンを含む地域の主要な町に無料バスを運行しており、ウィークデイにはダートマス・ヒッチコック医療センター、ウェストレバノンのショッピングプラザ、レバノンとウェストレバノン、さらにハノーバーとホワイトリバー・ジャンクションを行き先にしている。

## 文化

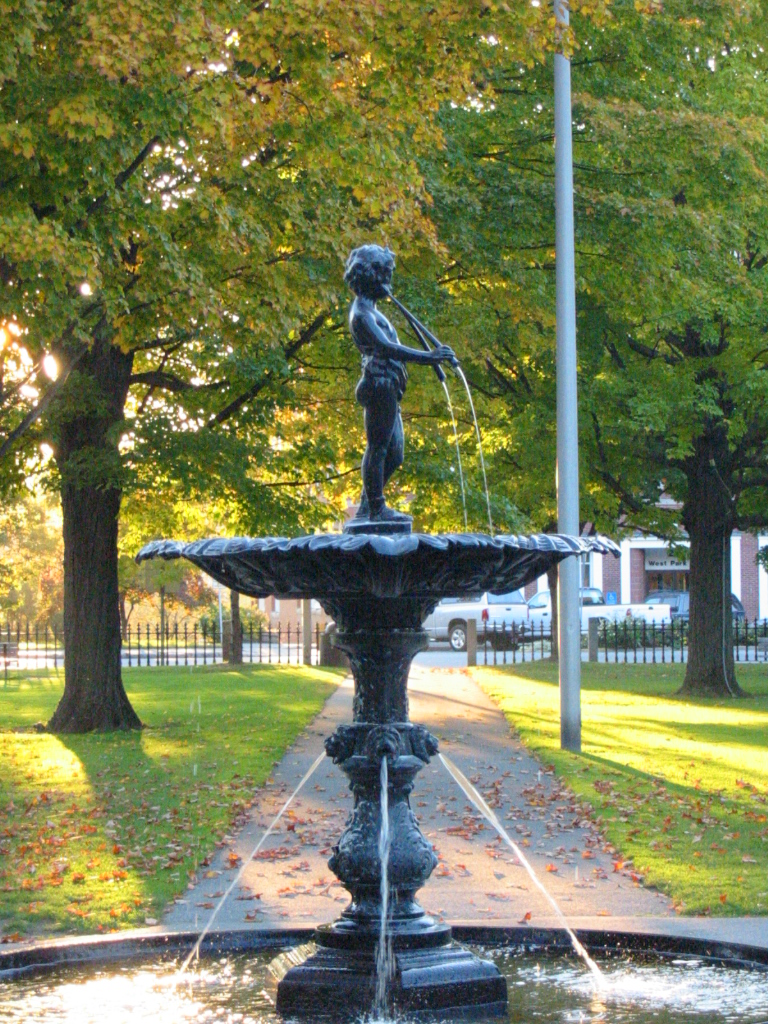
コルバーン公園ビレッジグリーンの噴水

レバノン市内には、レバノン・オペラハウス（市役所内）、アライアンス・フォー・ビジュアル・アーツギャラリー、季節によるファーマーズマーケット、緑地での夏のコンサートなどの呼び物があり、文化の地域中心になっている。レバノン公共図書館はレバノン市の用に供し、新設のキルトン公共図書館司書はウェストレバノンを対象にしている。カーター・コミュニティ・ビルディング協会が小学生のための放課後活動センター、10代と成人のためのフィットネスセンターを運営している。ソルトヒル・パブは音楽のライブ演奏会を頻繁に開催している。

## 著名な出身者
- フィネアス・ゲージ、鉄道の職長、頭蓋骨を鉄棒が突きとおす事故にあったが生き残った。
- フィニアス・クインビー、哲学者
- ジョセフ・スミス・ジュニア、末日聖徒イエス・キリスト教会の創設者[7]